# قانون اساسی لهستان
قانون اساسی لهستان (الگو:Lang-l) عالی‌ترین قانون کشور لهستان است. این قانون که در ۲ آوریل ۱۹۹۷ تصویب شد، جایگزین قانون اساسی موقتی شد که در سال ۱۹۹۲ پس از سقوط حکومت  کمونیستی به اجرا درآمده بود. در این قانون لهستان کشوری دموکراتیک بر اساس اجرای قانون و اصول عدالت اجتماعی شناخته شده‌است.

## قانون اساسی فعلی

### شخصیت جدید ملت
پنج سال بعد از ۱۹۹۲ به مذاکرات درباره شخصیت جدید لهستان گذشت. از سال ۱۹۵۲ که قانون اساسی جمهوری خلق لهستان ایجادشد ملت دچار تغییرات بزرگی شده بود. قانون اساسی جدیدی نیاز بود تا قسمت‌های ناخوشایند تاریخ لهستان بازشناسی شود.انتقال از نظام تک حزبی به نظام چندحزبی و از سوسیالیسم به یک نظام اقتصادی بازار آزاد و رشد تکثرگرایی سیاسی همگام با فرهنگ کلیسای کاتولیک که تاریخا در لهستان بوده‌است.